# Brunnenthal
Brunnenthal es una localidad y antigua comuna suiza del cantón de Soleura, situada en el distrito de Bucheggberg, actualmente parte de la comuna de Messen. Limitaba al oeste y norte con la comuna de Messen, al este con Mülchi (BE), al sur con Etzelkofen (BE) y Scheunen (BE).
El territorio de la antigua comuna se encontraba dividido en tres pequeñas partes, todas enclavadas al sureste de la comuna de Messen, formando una de las comunas más pequeñas y menos pobladas del cantón de Soleura. La comuna fue disuelta el 1 de enero de 2010 tras su fusión con las antiguas comunas de Balm bei Messen, Oberramsern y Messen. Desde entonces es una localidad de la nueva comuna de Messen.

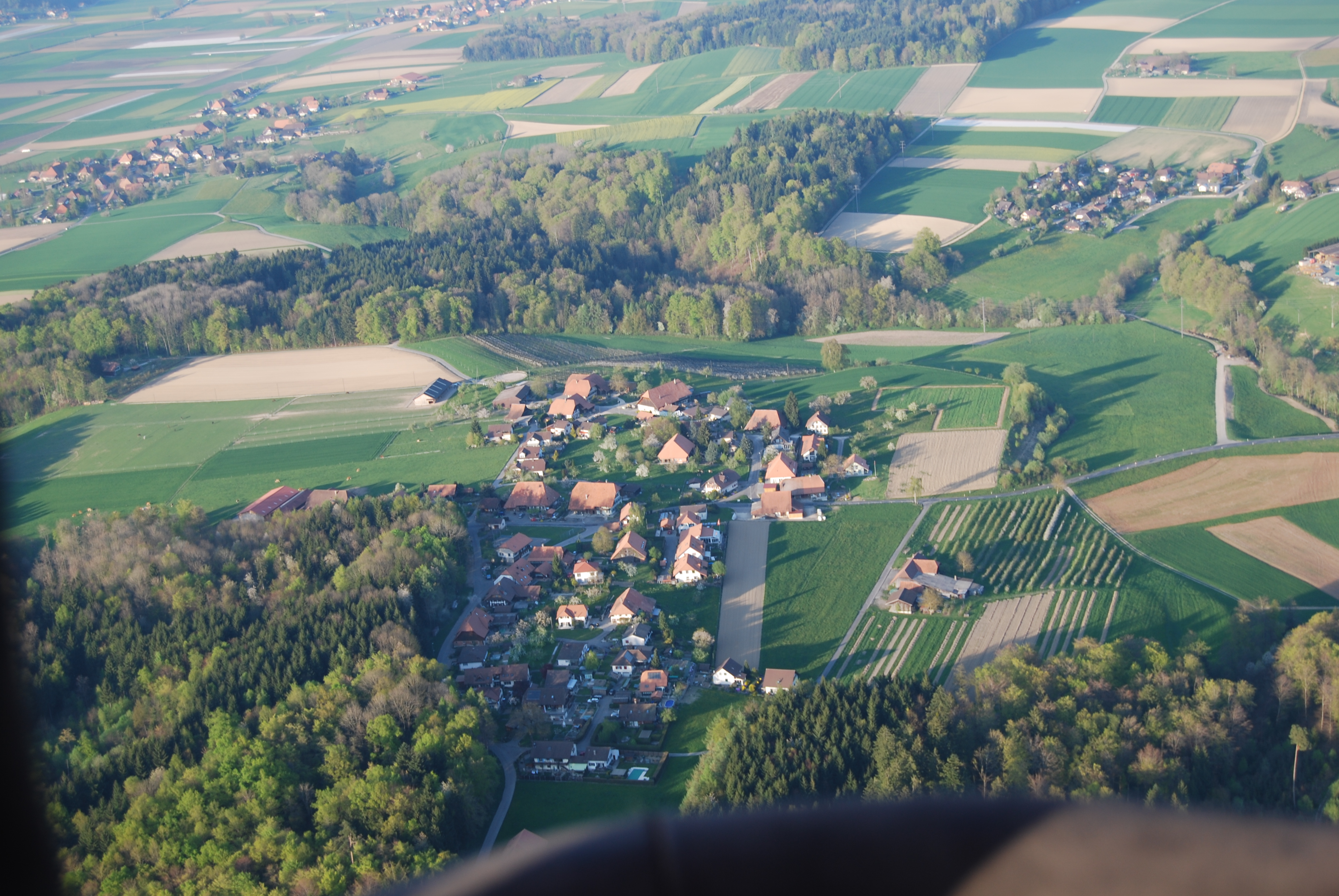
Brunnenthal